# White Goods
White Goods es un telefilme británico de comedia y drama de 1994, dirigido por Robert Young y Al Ashton, este último se encargó de escribirlo, en la producción estuvieron Tony Charles, Ian Scaife y David Wimbury, el elenco está compuesto por Ian McShane, Lesley Nightingale, Rachel Weisz, Marsha Fitzalan y Beverly Hills, entre otros.

## Sinopsis
Ian Deegan y Charlie Collins se juntan para participar en un conocido programa de televisión, donde van a competir en el billar. Pero surgen problemas al momento de cómo repartir lo que ganaron.